# Lluís Garriga i Roig
Lluís Garriga i Roig (Barcelona, 18 de desembre de 1880 - París, 12 d'agost de 1939) fou un futbolista català de la dècada de 1900 i col·leccionista d'art.
Fill de Pere Garriga i Nogués i Clarissa Roig Capella, la situació familiar acomodada el va permetre menar una vida sense preocupacions materials. Va treballar poc temps a la banca familiar, però va centrar el seu interès en els cotxes, el futbol i el col·leccionisme d'art. Visqué a París des de 1913 on, com abans a Barcelona, va tractar artistes i marxants. Llegà la seva col·lecció (principalment de pintura i dibuix d'autors catalans del moment) als museus de Barcelona. En destaquen cinquanta-una obres de Joaquim Sunyer, trenta-tres d'Isidre Nonell, tretze de Pablo Picasso, vint-i-una de Pere Ynglada i obres de Xavier Nogués, Louis-Eugène Boudin i algunes dels segles XVI i XVII, repartides entre el MNAC, el Museu Picasso de Barcelona i el Museu del Disseny de Barcelona.

## Trajectòria esportiva
Jugava principalment de defensa, i de vegades a posició de mig. Començà a practicar el futbol a la Societat Deportiva Santanach l'any 1901. Jugà a l'Hispania AC durant la temporada 1901-02. Més tard el trobem jugant amb l'FC Català, fins a l'any 1904. Durant la primera meitat del 1904 disputa dos partits oficials amb el FC Barcelona, i a finals d'any el trobem jugant amb el Club Espanyol. També fou membre de la societat poliesportiva Sportmen's Club.